# TN 81
La TN 81 (abréviation de « tête nucléaire 81 ») est une ogive thermonucléaire de fabrication française qui équipait les missiles nucléaires pré-stratégiques Air-Sol Moyenne Portée (ASMP) de la force de dissuasion nucléaire française. Munie d'explosifs dits insensibles, sa puissance était classifiée, mais estimée équivalente à 300 kt.
Mise en service en 1988, elle était déployée à 60 exemplaires dans les ASMP équipant les Mirage 2000N et les Rafale B de l'armée de l'air française mais également les Super Étendard de l'aéronavale française embarqués sur porte-avions. 
Elle a été retirée du service à partir de mi-2007 en raison du remplacement de l'ASMP par l'ASMPA équipé de la tête nucléaire aéroportée (TNA).